# Trouley-Labarthe
Trouley-Labarthe é uma comuna francesa na região administrativa de Occitânia, no departamento dos Altos Pirenéus. Estende-se por uma área de 4,39 km². Em 2010 a comuna tinha 103 habitantes (densidade: 23,5 hab./km²).